# New Deal
Amb el terme New Deal, (AE: [nuː diːl]) s'entén el conjunt de reformes econòmiques i socials aplicades sota l'administració del president Franklin Delano Roosevelt entre 1933 i 1938, per lluitar contra els efectes de la Gran Depressió. Aquest programa es va desenvolupar amb l'objectiu de donar suport als sectors més pobres de la població, reformar els mercats financers i redinamitzar una economia estatunidenca ferida des del crac del 1929 per la desocupació i les fallides en cadena.
Habitualment es distingeixen dos New Deals : el primer, marcat especialment pels «Cent dies de Roosevelt» el 1933tenia com a objectiu millorar la situació a curt termini. Es poden trobar, doncs, lleis de reforma dels bancs, programes d‟assistència social urgent, programes d‟ajuda per al treball, o fins i tot programes agrícoles. Així, el govern va fer inversions importants i va oferir accés a recursos financers a través de diferents agències governamentals. Els resultats econòmics van ser dispars, però la situació va millorar.El « Segon New Deal » s'estengué entre 1935i 1938, 
i impulsà una redistribució de recursos i poder a més gran escala, amb lleis de protecció sindical, la Social Security Act, així com programes d'assistència als pagesos i treballadors itinerants. No obstant això, el Tribunal Suprem va declarar inconstitucionals moltes de les reformes, i algunes parts dels programes van ser ràpidament substituïdes, a excepció de la National Recovery Administration. El segon New Deal fou molt més costós que el primer, i va augmentar el dèficit públic. D'altra banda, malgrat programes com la Public Works Administration, l'atur encara afectava 11 milions d'estaunidencs el1938.
La lluita contra la crisi va perdurar fins que els Estats Units van mobilitzar la seva economia amb la Segona Guerra Mundial. L'èxit del New Deal és innegable en el pla social. La política duta a terme pel president Franklin D. Roosevelt canvià el país mitjançant reformes i no mitjançant una revolució. D'altra banda, els programes del New Deal eren obertament experimentals, manifestament perfectibles, i atesos els costos d'aquest procés, es podria haver preferit un programa de canvi més complet. No obstant això, el caràcter imperfet del New Deal permeté una crítica constructiva i una reflexió més pausada que obrí la via a una millora de la democràcia estatunidenca durant els anys següents i que perdura fins a l'actualitat. En matèria sindical, l'adopció de l'anomenada Wagner Act va permetre fer dels sindicats uns col·lectius poderosos.
Nombrosos programes del New Deal encara romanen actius. Entre els que han mantingut el seu nom original estan la Federal Deposit Insurance Corporation (FDIC), la Federal Housing Administration (FHA), la Tennessee Valley Authority (TVA), però també la Social Security Act, la primera experiència estatunidenca d'estat del benestar així com la Securities and Exchange Commission (SEC) a l'àmbit de la regulació financera.
La qüestió de l'èxit del New Deal continua sent controvertida fins avui. Es va superar l'estat desolador de l'economia estatunidenca, però per altra banda no es va assolir la plena ocupació fins al 1941. La Social Security Act de 1935 va establir les bases de l'estat del benestar estatunidenc, però no es va aconseguir una seguretat social per a tothom i una distribució "justa" de la renda i la riquesa. És indiscutible que la política d'intervenció massiva de l'Estat va donar noves esperances a una nació desanimada i desorientada.A diferència del Reich alemany i de molts altres països, la democràcia es va preservar als Estats Units durant la Gran Depressió. L'economia de mercat es va rescatar creant un ordre econòmic més estable, principalment mitjançant la regulació del sistema bancari i del comerç de valors.

## Els orígens del New Deal

### La Gran Depressió i el Crac de 1929

Evolució del PIB dels Estats Units entre 1920 et 1940. S'hi aprecia clarament el punt baix de la crisi el 1932.

"Els feliços anys vint", la dècada posterior a la Primera Guerra Mundial que va provocar el crac,fou una època de riquesa i excés. A partir de l'optimisme de la postguerra, els estatunidencs que vivien a zones rurals van emigrar a les ciutats en gran nombre al llarg de la dècada amb l'esperança de trobar una vida més pròspera en l'expansió cada cop més gran del sector industrial estatunidenc.
D'altra banda, la inversió en borsa s'havia convertit en un fenomen de masses: cada cop més gent invertia els seus estalvis comprant accions per revendre-les poc després, i cobrar la diferència. El 1925, la Borsa de Nova York negociava 500.000 accions que havien pujat a 1.100.000 a principis de 1929. A més, entre 1927 i 1929, el valor de les accions es va duplicar. La bombolla especulativa es veié amplificada pel nou sistema de compra d'accions a crèdit, anomenat call loan,que s'havia permès a Wall Street des del 1926. Els inversors podien comprar accions amb una cobertura de només el 10%: per cada deu dòlars que compraven, dipositaven només un dòlar. La taxa d'endeutament variava segons el tipus d'interès a curt termini; la sostenibilitat d'aquest sistema depèn, doncs, en part, de la diferència entre la taxa de revaloració de les accions i aquesta taxa d'endeutament.
Mentre una part de la població invertia amb confiança en la borsa, milions d'estatunidencs patien: els salaris dels treballadors creixien a un ritme molt menor que la producció i els agricultors de l'Est veien impotents com els preus dels productes agrícoles queien dràsticament a causa de la forta sobreproducció. L'augment dels ingressos i la prosperitat només va afectar una fracció de la població. S'estima que trenta-sis famílies benestants tenien ingressos iguals als del 42% de la població. A més, de 27,5 milions de famílies, 21,5 no tenien cap mena d'estalvi- Això significava que la majoria dels estatunidencs, tot i que havien millorat la seva condició, seguien sent incapaços d'absorbir tota la producció industrial i agrícola. Un altre element que contribuïa a la inestabilitat de l'economia dels Estats Units era el sistema bancari altament fragmentat, que feia que els bancs, gairebé tots petits, fossin vulnerables en temps de crisi.

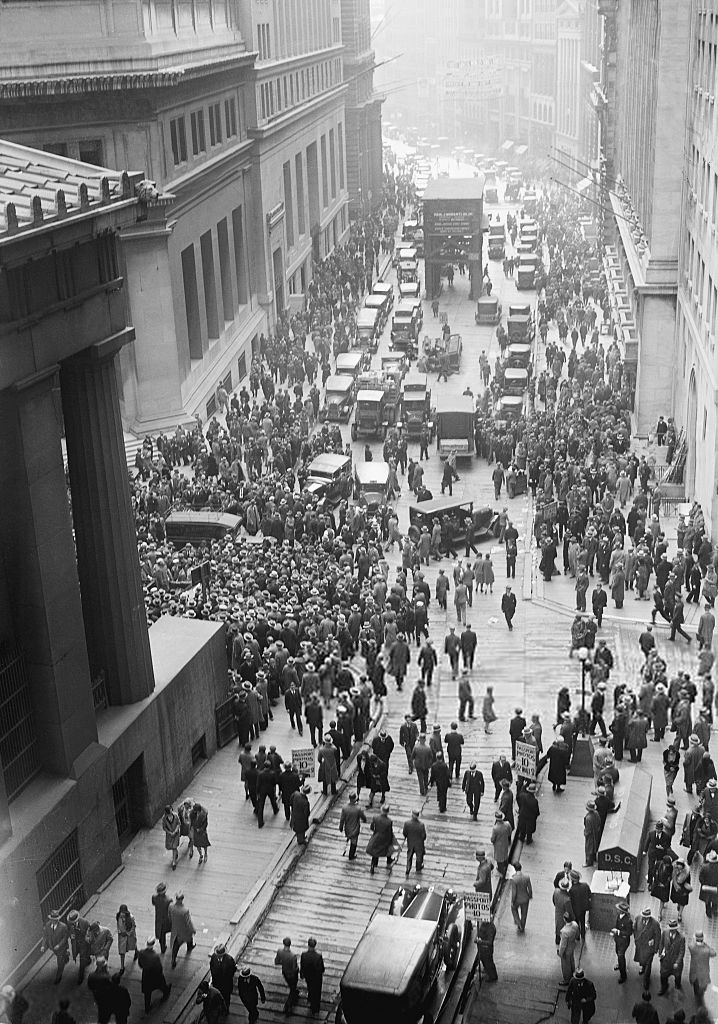
Una multitud d'inversors amuntegada a les portes de la Borsa de Nova York el Dijous Negre, inici del Crac del 29.

L'eufòria especulativa de Wall Street es va esfondrar sobtadament el 24 d'octubre de 1929 ("Dijous negre"). La borsa havia perdut ara tot contacte amb la realitat: de cop i volta es van vendre milions d'accions i la cotització va caure de forma aparentment imparable. Els guanys de mesos van desaparèixer en qüestió d'hores, un fet que deixà en la misèria centenars d'estalviadors grans i petits. D'altra banda, multitud d'estalviadors, presos pel pànic van acudir a les entitats bancàries per retirar el seu diners, un fet que generà la fallida en cadena d'aquests. Per efecte contagi, i a causa de les tensions deflacionistes relacionades amb els productes agrícoles, els pagesos van experimentar dificultats, en veure minvat el seu poder adquisitiu: 15 milions de pagesos estaven al llindar de la ruïna. En l'àmbit de la indústria, la crisi es va manifestar en sobreproducció i fallides empresarials.
La Gran Depressió, considerada una de les crisis econòmiques més grans del segle xx,acabaria afectant després tots els països industrialitzats,a excepció de l'URSS de Stalin. Els Estats Units, el «país d'origen» de la crisi, foren lògicament els primers afectats durant els anys posteriors a la caiguda, fins a arribar a un punt baix el 1932, amb una taxa d'atur del 25%.

### La desfeta de Hoover
Al moment de l'esclat de la crisi, Herbert Hoover ocupava la presidència dels Estats Units. Contràriament al que es va dir, en particular pel seu rival, Franklin D. Roosevelt, Hoover no es va mostrar inoperantsinó que va intentar canalitzar la crisi. Tanmateix, la política liderada per Hoover fou un fracàs, com ho demostren les conseqüències de l'adopció de la llei proteccionista Hawley-Smoot que va provocar una recessió. El seu desig d'animar el món empresarial també va ser un fracàs evident: el país es va enfonsar en recessió i les fallides es van multiplicar. El 1932, ambdós candidats presidencials van organitzar les seves campanyes: Hoover el republicà es va enfrontar al demòcrata Franklin D. Roosevelt, que s'havia fet un nom com a governador de Nova York. Roosevelt, que inspirava confiança, va guanyar de carrer les eleccions amb el 57,4% dels vots del vot popular i el 89% dels vots dels grans electors. Les seves promeses de reactivar l'economia van seduir els estatunidencs: quatre mesos després de la seva elecció, el New Deal va començar a caminar.

### Un nou president audaç

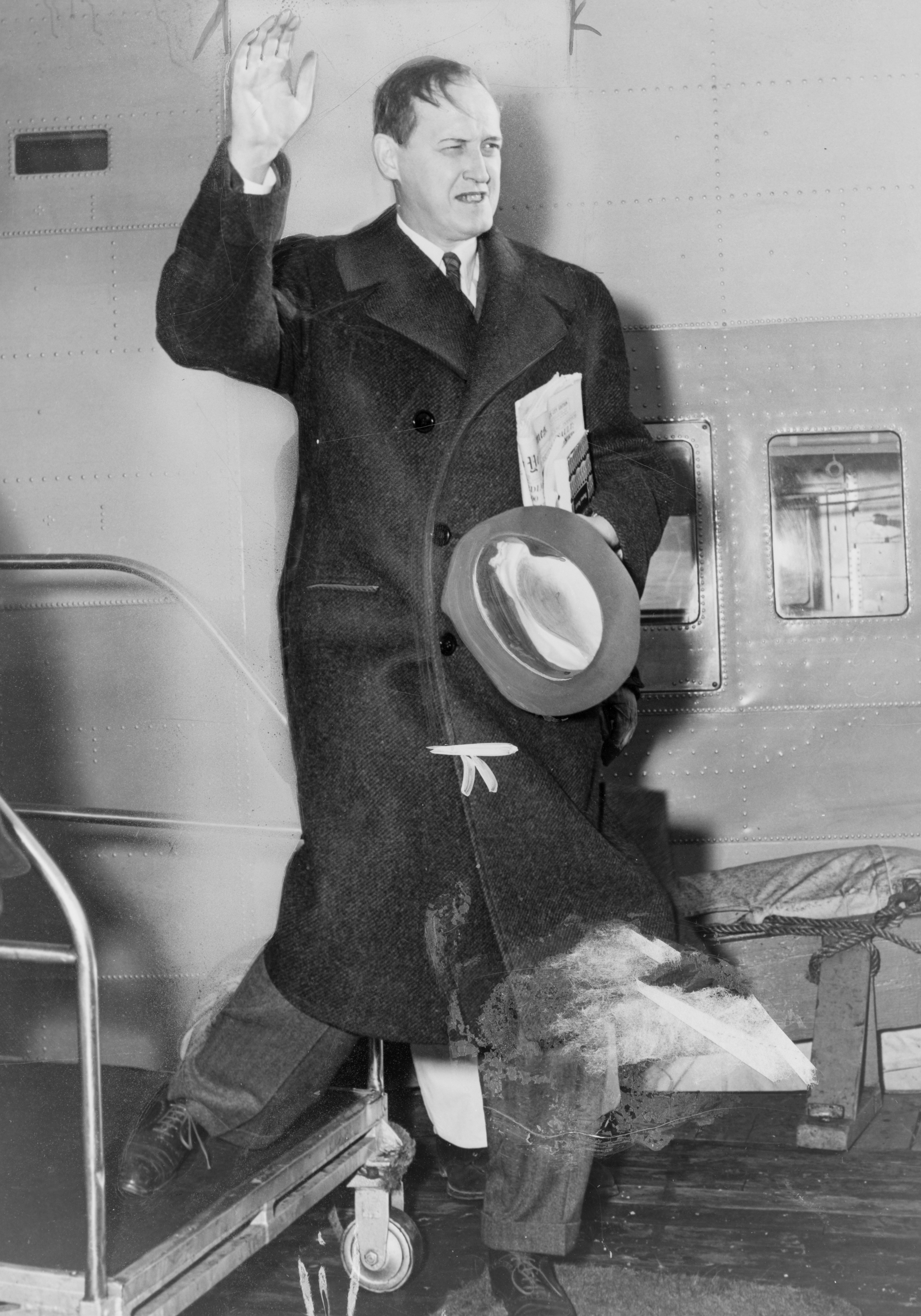
Harry Hopkins fou un dels consellers més propers de Roosevelt en l'elaboració de la seva innovadora i atrevida política del New Deal

En el seu discurs de nominació el 1932, va parlar per primera vegada d'un "New Deal":
| «                                                                                 | (anglès) Throughout the nation men and women, forgotten in the political philosophy of the Government, look to us here for guidance and for more equitable opportunity to share in the distribution of national wealth... I pledge myself to a new deal for the American people. This is more than a political campaign. It is a call to arms | (català) Arreu del país, homes i dones oblidats a la filosofia política del govern, busquen aquí orientació i oportunitats més equitatives per compartir la distribució de la riquesa nacional... Em comprometo a un nou acord per al poble estatunidenc. Això és més que una campanya política. És una crida a les armes | » |
| — Franklin D. Roosvelt. The Roosevelt Week. Time, Nova York, 11 de juliol de 1932 | | |   |

Trenta anys abans, Theodore Roosevelt, el seu cosí llunyà, havia iniciat un « Square Deal », un programa nacional destinat a donar suport a la classe mitjana.Aquest « Square Deal » va ser llavors el nom que van donar Roosevelt i els seus associats a les polítiques de la seva administració.En això, hauria inspirat Franklin D. Roosevelt. De fet, a Franklin Delano Roosevelt li interessava el contrast entre Theodore Roosevelt i Woodrow Wilson:
| « | Theodore Roosevelt no se sentia atret com Woodrow Wilson pels problemes de fons i no va saber, com aquest últim, estimular les conviccions socials i morals profundes, va escriure un dia. Wilson, en canvi, no sabia, contràriament a Theodore Roosevelt, suscitar l'entusiasme sobre esdeveniments individuals precisos, tot i que podien semblar superficials comparats amb els principis fonamentals. | » |

El 1927, un cert nombre de liberals estatunidencs John Dewey, Stuart Chase, Rexford Tugwell, visitaren l'URSS de Stalin.. Tugwell, qui posteriorment seria membre del Brain Trust de F.D. Roosevelt i després ajudant de Henry Wallace a agricultura, estava interessat en la planificació com a instrument de regulació econòmica. En realitat, si l'URSS es va veure poc afectada per la crisi, fou perquè no havia viscut el boom dels anys 20 i perquè els seus intercanvis comercials amb « Occident » eren reduïts.
Roosevelt, considerat com un progressista i un reformista, fou elegit per una àmplia majoria amb l'esperança que sabria fer front a la crisi econòmica allà on Herbert Hoover havia fracassat. Tanmateix, va arribar al poder sense tenir cap pla preconcebut per salvar l'economia del seu país. El « New Deal » no era ideològic, sinó més aviat pragmàtic, fet que va conduir a algunes contradiccions. Va aplicar idees experimentades durant el període progressista de Wilson i se serví de les seves experiències polítiques adquirides durant la dècada del 1920. La idea central de Roosevelt és l'experimentació: estava convençut de la necessitat d'una política atrevida i innovadora.
També assenyalà que una de les principals prioritats era aixecar la moral dels estatunidencs, presos del dubte davant de la generalització de la crisi en tota l'economia. El 4 de març de 1933, el seu discurs d'investidura va quedar impregnat de tòpics comuns, i s'acontentà amb advertir els estatunidencs contra un excés de pessimisme. Va pronunciar així una frase cèlebre:
| «                                                            | (anglès) The only thing we have to fear is fear itself | (català) L'única cosa que hem de témer és la por mateixa | » |
| — Primer discurs inaugural de Franklin Roosevelt, Wikisource |                                                        |                                                          |   |

 Per dur a terme la seva política, s'envoltà de consellers brillants i imaginatius que el van seguir a Washington. Es poden citar especialment Raymond Moley, Adolf Berle, Cordell Hull (Afers Estrangers), Henry Wallace (Agricultura), Frances Perkins (Treball), primera dona a ocupar un càrrec de gabinet als Estats Units. Harry Hopkins, un dels seus consellers més propers, també va ser un dels artífexs del New Deal. Fins i tot fou considerat més tard com la seva eminència grisa.

## Les grans línies delNew Deal

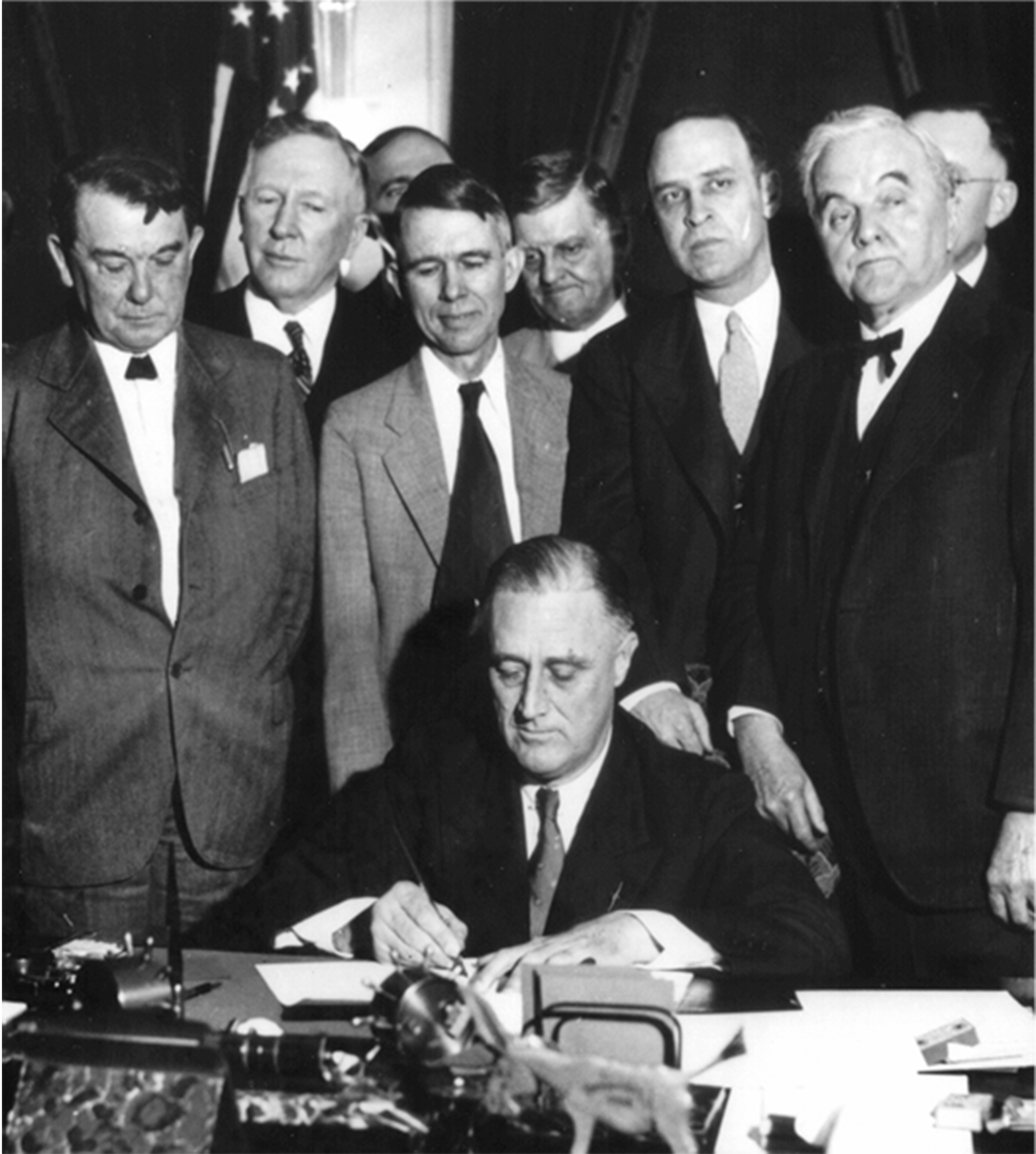
Acte de signatura de la Tennessee Valley Authority Act per Roosevelt i els seus assessors el 1933.

Alguns historiadorsdistingeixen dos o tres New Deals. L'anàlisi que privilegia dos tipus de New Deals considera que el primer correspon al primer mandat de Roosevelt (el que inclou els « Cent Dies » al primer New Deal)i que el segon correspon al període 1936-1938, durant el segon mandat. En la segona anàlisi que distingeix tres tipus de New Deals, el primer correspon als « Cent Dies » (entre el 9 de març i el 16 de juny de 1933) i inclou un gran nombre de mesures a favor de la moneda i del sistema bancari en general, de l'agricultura, de la indústria i de la lluita contra l'atur.El segon New Deal comença el novembre de 1934 i correspon al període 1936-1937. El tercer, que no sempre es considera com a tal (s'inclou de vegades simplement en el segon New Deal) es va aplicar el 1937 i 1938. Tanmateix, la política de Roosevelt als anys trenta es va caracteritzar més per continuïtats que no pas per ruptures radicals.

### Voluntarisme i intervencionisme
Roosevelt es va alçar amb la victòria a les eleccions gràcies a les seves promeses de canvi que recolzaven en una política voluntarista i intervencionista. Així, l'estat federal va tenir un paper essencial en el New Deal. en posanr a disposició dels estatunidencs nombroses agències, la majoria adscrites a programes de diverses naturalesa i funcions: els agricultors es beneficiaren d'ajudes i subvencions condicionades a la disminució de la seva producció i les empreses van ser comminades a adoptar un «codi de bona competència» per tal de redinamitzar la xarxa industrial i de reduir la «competència destructiva». Finalment, l'Estat també va atacar els problemes d'ordre social amb la qüestió de les jubilacions, els sindicats i sobretot de la desocupació que fou al llarg dels anys trenta un dels indicadors més visibles de la crisi. Així, l'any 1933 es van posar en marxa molts programes destinats a la creació de llocs de treball, i les reformes s'encadenaren molt ràpidament. El New Deal també va presenciar l'aparició de les primeres formes d'estat del benestar als Estats Units.

### Com cal regular l'economia?
A l'entorn de Roosevelt es van confrontar, en part, dues maneres de regular l'economia. D'una banda, «l'economia brandesiana», i Felix Frankfurter, un jurista format a Harvard, eren els més eminents representants de l'entorn de Roosevelt. L'economia brandeisiana desconfiava dels «projectes grandiosos dels planificadors» i preconitzava «una estratègia ràpida i flexible que permeti al Govern federal fer servir la seva autoritat per reformar les pràctiques de la lliure competència». Louis Brandeis, el seu fundador, havia estat assessor de Woodrow Wilson i tots dos s'havien posat d'acord sobre el fet que «la competència podia i havia de ser mantinguda a totes les branques de la indústria privada». Per a Brandeis, les regulacions havien de tenir com a objectiu mantenir la competència tot limitant la grandària de les empreses. En general (segons Arthur Schlesinger) Brandeis creia que « la centralització debilitava la societat en sufocar l'experiència i concentrant en un sol lloc els talents necessaris per les comunitats ».
Rexford Tugwell, Adolf Augustus Berle, Hugh S. Johnson i Raymond Moley se situaven en contra del corrent precedent. Van inspirar part de la doctrina del primer New Deal, que insistia en el fet que «no es podia confiar més en la lliure competència per salvaguardar els interessos dels grups socials» i que «l'estabilitat residia en la fusió de les empreses i en la cooperació sota control federal». Es posava més èmfasi en l'administració de l'economia que en la producció. Si Moley havia estat influït per Theodore Roosevelt, Tugwell havia estat influenciat per un institucionalista, Simon Patten, que havia estat el seu professor a la Wharton School. Per a ell l'intervencionisme governamental havia d'impulsar-se més que per a Raymond Moley. Aquest corrent foy particularment influent a l’Agricultural Adjustment Act (AAA) amb Rexford Tugwell i a la NRA que administrà Hugh S. Johnson. Aquests programes, a més que sovint entraven en contradicció amb la visió del corrent brandeisià, també implicaven un cert matís proteccionista, la qual cosa va portar l'oposició de Cordell Hull que sempre havia estat partidari de l'obertura econòmica i del lliure comerç. La influència dels membres dels membres clau d'aquest corrent declinà de manera força accelerada. Raymond Moley a deixar les esferes d'influència cap a mitjans de 1933, Hugh S. Johnson va abandonar la NRA al setembre de 1934 per ingressar a la Works Progress Administration, Rexford Tugwell esdevingué el 1934 cap de la Resettlement administration i després va abandonar l'esfera governamental el 1937. Posteriorment va ocupar diversos càrrecs, inclòs el de governador de Puerto Rico de 1942 a 1946.

## Els «Cent Primers Dies»

### Reformes urgents

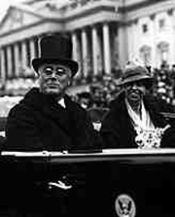
Roosevelt, i la seva dona, Eleanor, el dia de la investidura de Franklin D. Roosevelt com a president. Les reformes van començar l'endemà, el 5 de març de 1933.

Sovint es fa referència, quan es parla del període inicial del New Deal, als «Cent Dies» que van correspondre a l'adopció de nombroses lleis relacionades amb diferents àmbits de l'economia estatunidenca. Els programes es focalitzaren en el que els historiadors posteriors han esmentat com a les tres erres: Relief for the unemployed and poor (alleujament per a desocupats i pobres), Recovery of the economy (recuperació de l'economia) i Reform of the financial system (reforma del sistema financer). La immensa majoria de les mesures es van prendre ràpidament per solucionar així el més urgent. Així, l'endemà de la seva investidura presidencial, celebrada el 4 de març de 1933, Roosevelt va llançar la seva primera mesura i va decidir un tancament excepcional de tots els bancs del país, la coneguda com a United States bank holiday. El 9 de març, és a dir, quatre dies després, el Congrés va ser convocat per a reunir-se: la primera llei proposada per la seva administració afectava els establiments bancaris; redactada durant la nit, va ser presentada al Congrés al migdia i ratificada el mateix vespre, a les 21 hores. El 12 de març, Roosevelt es va adreçar a la nació per ràdio, amb l'objectiu d'explicar la seva política i els seus objectius.
A partir d'aquí, es van aprovar quinze lleis més durant els "Cent Dies" que van constituir l'episodi més important del primer New Deal. Es tractava, sobretot, de projectes més o menys improvisats, destinats a millorar la situació a curt termini. Les reformes van afectar tots els sectors, des de l'agricultura fins a la indústria, en particular a través dels programes de grans obres. Paral·lelament, van sorgir projectes de lluita contra l'atur, com el Civilian Conservation Corps, que va mobilitzar 250.000 joves. Finalment, s'hi van apuntar dos milions de persones.

### Reformes estructurals

#### Una reforma profunda del sistema bancari i monetari
La seva aclaparadora victòria a les eleccions presidencials de 1932, unida a la del Partit Demòcrata a les eleccions al Senat i a les de la Cambra de Representants del mateix any, així com la gravetat de la crisi, van permetre a Roosevelt i a la seva administració d'exercir una gran influència sobre el Congrés durant els primers mesos del seu mandat. Això va fer fàcil i ràpida l'adopció d'una sèrie de mesures destinades a restablir l'equilibri del sistema bancari i del mercat financer i ajudar els aturats.

La Federal Deposit Insurance Corporation permetia d'assegurar els dipòsits de fins a 5000 dòlars dels estalviadors als bancs.

Des del primer moment, Roosevelt va qüestionar les pràctiques dels homes de negocis i banquers en una frase que ha esdevingut famosa:
| « | (anglès) Practices of the unscrupulous money changers stand indicted | (català) Les pràctiques dels canvistes sense escrúpols es denuncien (davant la justícia) | » |

La mesura del United States bank holiday, un festiu bancari de quatre dies a nivell nacional, pretenia restablir la confiança fins a la ratificació d'una nova llei, l'Emergency Banking Act, votada el 9 de març. Aquesta última va imposar que només s'obrissin els bancs que haguessin passat amb èxit un examen de la seva solvència sota el control del Departament del Tresor dels Estats Units. Tres quartes parts dels bancs van reobrir en els tres dies posteriors a l'aprovació de la llei. Mil milions de dòlars en moneda i or, retinguts fins aleshores, van tornar als bancs, un fet que permeté una estabilització del sistema bancari. Durant tot el 1933, diversos milers de bancs van tancar les portes, altres es van fusionar per donar origen a establiments més grans (els dipositaris van cobrar així aproximadament uns 85 centaus per cada dòlar estalviat). Per tal de prevenir crisis futures, el Govern va crear la Federal Deposit Insurance Corporation (FDIC) al juny, cosa que va permetre assegurar els dipòsits de fins a 5000 dòlars. El primer New Deal va assistir també al naixement de la Securities and Exchange Commission (SEC), creada per la Securities Exchange Act, iniciada durant els «Cent Dies». Per apaivagar en part el món de les finances, Roosevelt va posar al capdavant de la SEC Joseph Kennedy, un home que coneixia els secrets de Wall Street.
Al març i abril, en una sèrie de lleis i ordres executives, Roosevelt i el Congrés feren sortir al dòlar del patró or, que obligava la FED a no reduir els tipus d'interès, i fins i tot al contrari, a augmentar-los per tal de protegir el dòlar.En aquest moviment van participar tres textos fundacionals: l'Emergency Banking Act, l'Executive Order 6102 i la Glass-Steagall Act. Aquests tres textos foren considerats pels conservadors com un atemptat al dret de propietat i com a atacs importants contra la constitució. Tota persona que guardava una suma important d'or va ser obligada a canviar-ho així per dòlars a una taxa fixa.
Passat un cert període, el govern va poder exigir la devolució de l'or sense compensació. A més, l'or va perdre curs legal en la liquidació de reclamacions i deutes alhora. Fins i tot, de vegades, els infractors eren sancionats amb multes.Des d'aleshores, el dòlar pogué fluctuar lliurement al mercat de divises sense contrapartida en or. Només el 1934 l'or va tornar a ser convertible, a un preu netament inferior al precedent. Globalment, els mercats van reaccionar bé a l'abandonament del patró or, encara que només fos temporal a l'inici.
El punt àlgid econòmic de la crisi es va assolir el març de 1933. L'historiador Broadus Mitchell assenyala així que la majoria dels índexs indiquen un empitjorament de la situació fins a l'estiu de 1932, que es pot considerar el punt àlgid de la crisi, tant en el pla econòmic com en el psicològic. Els indicadors econòmics indiquen un punt mínim en el transcurs dels primers dies de març de 1933, abans que comencés una ràpida recuperació.

#### L’Agricultural Adjustment Act(A.A.A.)
Sota les recomanacions de Henry Wallace, l'administració Roosevelt va buscar igualment protegir els agricultors dels riscos del mercat distribuint subvencions federals i controlant la producció mitjançant l'Agricultural Adjustment Act o AAA, un dels arquitectes de la qual fou Rexford Tugwell. El 12 de maig de 1933 la llei va entrar en vigor. Es va decidir així de reduir la producció per fer apujar els preus agrícoles segons l'esquema simple de la llei de l'oferta i la demanda. Per a això, gran part dels conreus i reserves van ser destruïts o deixades en erm, i la reducció de superfícies conreades es va incentivar mitjançant una política de compensacions, finançada especialment amb la suma d'impostos aplicats al circuit d'elaboració d'aliments. Els primers resultats, apreciables al cap de tres anys, foren encoratjadors, ja que el benefici dels agricultors va augmentar. Així mateix, es va iniciar l'intervencionisme estatal al sector primari. Tot i aquestes mesures, els preus agrícoles amb prou feines van augmentar lleugerament, i l'alça constatada dels ingressos dels pagesos va ser en gran part resultat de les subvencions acordades pel Govern federal. En paral·lel, Roosevelt va atacar el problema de l'endeutament en un moment en què 15 milions d'agricultors estatunidencs estaven al llindar de la ruïna.Els deutes dels agricultors foren així renegociats mitjançant la Farm Credit Act, de 16 de juny de 1933, la qual cosa permeté de donar cert poder adquisitiu a prop de 30 milions d'estatunidencs.
Una enquesta de Gallup publicada al Washington Post va revelar que la majoria dels estatunidencs s'oposava a l'AAA El 1936, el Tribunal Suprem va declarar l'AAA inconstitucional,tot afirmant que "un pla estatutari per regular i controlar la producció agrícola, [és] una qüestió més enllà dels poders delegats al govern federal". La regulació de l'agricultura es considerava un poder estatal. Com a tal, el govern federal no podia obligar els estats a adoptar l'Agricultural Adjustment Act per manca de jurisdicció.
L'AAA va ser substituïda per un programa similarque va obtenir l'aprovació del Tribunal. En comptes de pagar als agricultors per deixar els camps erms, aquest programa els subvencionava per plantar cultius enriquidors del sòl com l'alfals que no es vendrien al mercat. La regulació federal de la producció agrícola s'ha modificat moltes vegades des d'aleshores, però, juntament amb grans subvencions, segueix vigent avui dia.

#### LaNational Industrial Recovery Act(NIRA)

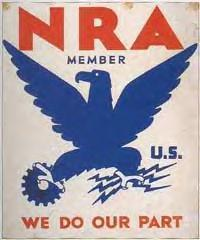
Blue Eagle, NIRA.

En matèria industrial, l'any 1933 el Congrés va aprovar la National Industrial Recovery Act (« Llei Nacional de Recuperació Industrial ») per introduir dos tipus de reformes. D'una banda, va animar els industrials a signar codis de competència lleial, i de l'altra, va donar als treballadors la llibertat de sindicar-se i de negociar convenis col·lectius. La llei va crear alhora un organisme de regulació,, la National Recovery Administration o NRA, que fomentà l'adhesió de les societats. Les empreses que seguien voluntàriament aquest codi tenien l'opció de mostrar un logotip de l'Àguila Blava (Blue Eagle), símbol de llur adhesió al programa. La NRA també va ajudar a crear llocs de treball per combatre l'atur.
La NRA va comptar amb el suport de molts empresaris destacats, alguns dels quals fins i tot van participar en la seva redacció. Gerard Swope, cap de General Electric, fou d'altra banda un dels primers defensors de la llei, que va legalitzar els càrtels i va animar el govern a emprendre moltes obres públiques. Aquest augment de la despesa tenia com a objectiu restaurar la prosperitat i els beneficis de GE com altres empreses. Harry Harriman, president de la Cambra de Comerç dels Estats Units, fervent defensor de la mesura, explicà que es tractava d'un dels passos més importants cap a la rehabilitació de les empreses. Per contra, l'Associació Nacional de Manufacturers (anglès: 'National Association of Manufacturers') s'oposà fermament al projecte. Henry Ford esdevingué així un dels seus principals detractors.
La National Recovery Administration tenia como a missió estabilitzar els preus i els salaris mitjançant la cooperació amb empreses i sindicats. Inicialment va ser administrada per Hugh S. Johnson. A continuació, va crear la Public Works Administration (PWA), que havia de controlar la posada en marxa de la política de grans obres públiques. Totes aquestes disposicions van ser aclamades per l'empresariat i els sindicats i van ser populars per al conjunt dels estatunidencs.

### La política de reactivació i d'ajuts socials

#### L'acció pressupostària
Altres dues iniciatives legislatives importants foren dutes a terme per Roosevelt en el transcurs dels « Cent Dies ». La primera fou una llei, l’Economy Act, concebuda pel secretari de Pressupostos, Lewis Douglas. Fou aprovada el 14 de març de 1933. La llei considerava dos pressupostos diferents: el pressupost regular i el pressupost d'urgència per equilibrar el regular, reduïa notablement els salari dels funcionaris, i disminuïa en un 40% les pensions dels veterans.
L’Economy Act va tenir poc efecte ni en el dèficit federal ni en l'economia. La despesa en altres àmbits va augmentar tan substancialment que va eclipsar les retallades imposades per l'Economy Act. Les retallades de beneficis tampoc no van durar. El juny de 1933, Roosevelt va restaurar 50 milions de dòlars en pagaments de pensions i el Congrés va afegir 46 milions de dòlars més.Al gener de 1934, Roosevelt va afegir 21 milions de dòlars més per als veterans les discapacitats dels quals estaven relacionades amb el servei però no causades pel servei. Al març de 1934, el Congrés va anul·lar el veto de Roosevelt i va afegir altres 90 milions de dòlars en beneficis per a veterans i 120 milions de dòlars als sous dels treballadors federals.L'octubre de 1934, Roosevelt va restaurar 60 milions de dòlars en retallades salarials federals i va restablir les retallades als veterans que havien servit a la Guerra hispano-estatunidenca, a la Guerra filipino-estatunidenca i a la rebel·lió dels bòxers.
La segona iniciativa fou una revisió constitucional, relativa a la Llei Seca, imposada als Estats Units per la 18ena esmena el 1919. El 22 de març de 1933, la llei Volstead (Volstead Act) sobre la prohibició de l'alcohol va ser així derogada: la 21ena esmena de la Constitució, aprovada al Congrés, va cancel·lar per tant la prohibició de l'alcohol.

#### Els primers programes de lluita contra l'atur

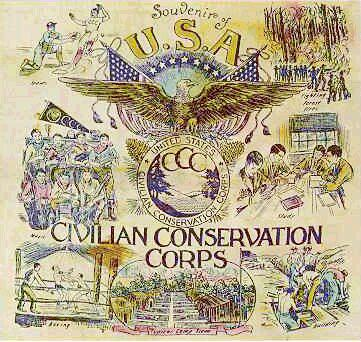
Logo del Civilian Conservation Corps, una de les primeres mesures de l'administració Roosevelt i que va donar feina a milers de joves estatunidencs.

La lluita contra l'atur també va mobilitzar l'administració de Roosevelt a partir dels mesos posteriors a la seva la presa de possessió. Roosevelt s'interessà inicialment pel tema dels aturats més necessitats: va crear així la Federal Emergency Relief Administration (FERA) que va permetre sostenir financerament els programes d'ajuda als aturats dels diversos estats. Però Roosevelt pensava que per tornar la confiança als estatunidencs no calia acontentar-se amb simples ajudes sense contrapartides, sinó aconseguir-los una feina.
Així, ràpidament es crearen diversos programes. Conscient del fet que els joves representaven potencialment els futurs propietaris i que la seva propensió a caure en la delinqüència o la pobresa era més elevada, Roosevelt creà el Civilian Conservation Corps, finançat amb bons del Tresor, el 31 de març de 1933. Va permetre, gràcies als treballs de reforestació, de lluita contra l'erosió i les inundacions, la contractació de milers de joves aturats a tot el país: 250 000 llocs de treball van ser creats per a persones entre els 18 i 25 anys, i en vuit anys, el CCC va garantir un salari de 30 dòlars mensuals a prop de dos milions de joves.
De la mateixa manera, els primers grans programes d'obres també veieren la llum e 1933. El més cèlebre, el de la Tennessee Valley Authority (TVA), va treballar en la construcció de preses per tal de desenvolupar el territori de la vall del Tennessee,per limitar les inundacions i augmentar la producció hidroelèctrica, alhora que proporcionava llocs de treball als desocupats. També pretenia fer més atractiva aquesta zona dels Estats Units, totalment deprimida. Aquest programa va afectar finalment set estats.

### El balanç dels Cent Dies

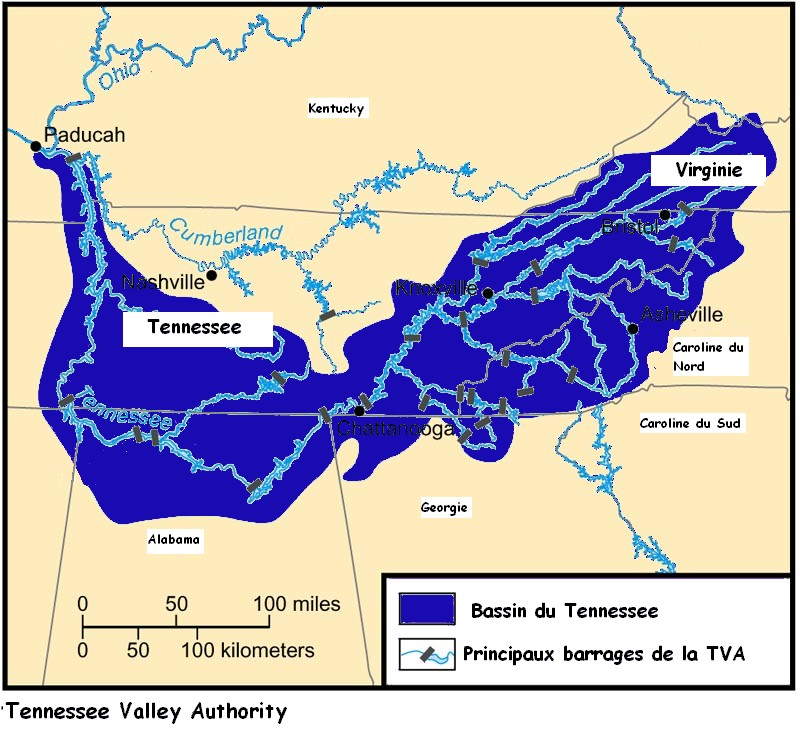
Mapa de les preses de la TVA

Els « Cent Dies » es van caracteritzar per les importants despeses pressupostàries compromeses en els diversos programes governamentals. Des del 1931, el pressupost federal era deficitari a causa de les reformes de Herbert Hoover. No obstant això, no va recuperar el seu equilibri durant la durada del New Deal. El 1933, el pressupost mostrava així un dèficit de 1.300 milions de dòlars.D'altra banda, el primer New Deal no fou pas el més costós : el 1936, el dèficit arribà als 3.500 milions de dòlars.
Els Cent Dies es basaven essencialment en mesures d'emergència, destinades a aconseguir dos objectius ambiciosos: la recuperació econòmica d'una banda i el retorn a la confiança de la població estatunidenca de l'altra. L'objectiu de la recuperació econòmica només es va assolir molt sumàriament. De fet, a causa de la nombrosa resistència d'una part de l'empresariat així com de certs pagesos i malgrat les mesures que els havien estat concedides, la recuperació va ser molt lenta. D'altra banda, la desocupació es va mantenir a un nivell molt elevat i afectava el 24,9 % de la població el 1933.Per contra, aquest primer New Deal reeixí a nivell popular i per a retornar la confiança: el sanejament de la situació bancària va permetre als estatunidencs dipositar novament els seus estalvis als bancs. De la mateixa manera, Roosevelt va gaudir d'un veritable «estat de gràcia», d'una banda al Congrés, però també de la premsa que donava suport a la seva acció.
No obstant això, aquest balanç tènue va provocar malestar, sobretot pocs mesos després de la finalització del primer bloc de reformes, a principis de 1934. La polèmica va arribar fins i tot a les files demòcrates, on els partidaris originals del New Deal mostraren signes d'impaciència. Així, el senador demòcrata de Louisiana Huey Long va aplegar els descontents del Sud i de l'Oest Mitjà i va llançar el moviment Share Our Wealth ("Compartim el nostre patrimoni")per contrarestar Roosevelt. Als afores de Detroit, Charles Coughlin, un sacerdot catòlic, conegut per la seva influència a la ràdio amb 40 milions d'oïdors,utilitzà un discurs demagògic i fundà el seu propi moviment polític, profundament antiNew Deal i xenòfob. Van ser després els cercles de negocis, formats tant per industrials capitalistes com pels demòcrates més conservadors, els que van acusar Roosevelt de defensar un programa socialista.
El president no va cedir. Les eleccions legislatives de 1934, per contra, van reforçar la majoria demòcrata i el refermaren en les seves opcions polítiques. L'accent es va posar aquesta vegada en la satisfacció dels descontents, però la voluntat de buscar solucions continuava. Com a conseqüència, el segon New Deal va posar més èmfasi en l'aspecte social.

## De la política econòmica a la social: d'unNew Deala l'altre
Mentre que els primers cent dies van contemplar la implementació de mesures destinades a estabilitzar l'economia estatunidenca, que va tocar fons el 1932, les diferents mesures implementades durant el final del primer New Deal (de finals de juny de 1933 a 1934) i en el segon New Deal correspongueren més a la voluntat de tornar la confiança al poble estatunidenc, colpejat particularment per l'atur. És, doncs, a partir d'aquest moment, quan van aparèixer els primers programes nacionals de lluita contra la desocupació, que apuntalaven les bases de l'intervencionisme de l'Estat, principalment en matèria de jubilacions, de condicions de treball, en particular amb l'ampliació de les prerrogatives sindicals, i finalment en matèria d'assistència social, per ajudar els més pobres. L'aspecte econòmic del New Deal va cedir així de manera progressiva el seu protagonisme a la qüestió social.
No obstant això, aquesta nova prioritat donada a la població estatunidenca, víctima de la crisi, va anar acompanyada d'una voluntat d'estabilització i consolidació dels sistemes bancaris (dipòsits i crèdits) i monetaris arran de les profundes reformes que van marcar els « Cent Dies ». Els mitjans emprats per assolir aquest objectiu van tenir un paper essencial en el final de la Gran Depressió.

### Els grans programes de lluita contra l'atur
Els primers cent dies ja es van posar en marxa els primers programes a favor de l'ocupació, i destinats a reduir les taxes d'atur. Així, la Federal Emergency Relief Administration sorgida de la RFC o el Civilian Conservation Corps permeteren la creació de llocs de treball, però en proporcions limitades a causa del nombre limitat de persones a les quals anaven adreçats, com ara joves de 18-25 anys en el marc del CCC.

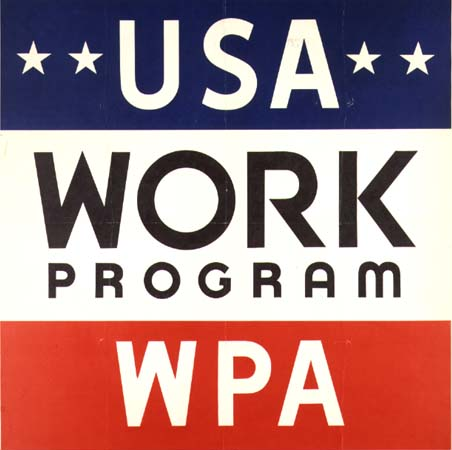
La Works Progress Administration, creada 1935 es va convertir ràpidament en una de les principals agències d'ocupació del New Deal.

Però tan bon punt es va posar en marxa aquesta política de lluita contra l'atur, van aparèixer problemes. El primer afectava el pressupost destinat als diferents organismes governamentals dedicats a l'ocupació, com el de la FERA, encapçalada per Harry Hopkins.En efecte, mentre que el pressupost de la Public Works Administration de Harold Ickes, ascendia a 3.300 milions de dòlars (o el 5,9% del PIB estatunidenc de l'època, el de l'agència de Hopkins era molt més reduït, tot i que els objectius eren d'importància similar. Hopkins incità llavors Roosevelt a crear una agència que permetés contractar directament aturats. Va ser en aquest context que nasqué la Civil Works Administration (CWA) el 8 de novembre de 1933, amb l'objectiu de donar feina a quatre milions d'estatunidencs. L'objectiu es va aconseguir el gener de 1934. Hopkins va complir així el seu desig de retornar el valor de l'ajuda social a través del treball.
Malgrat els resultats molt positius d'aquests programes, el president Roosevelt es va preocupar per la creixent despesa dels governs estatals i locals, i va decidir de desmantellar gradualment la CWA. Però no renuncià per això al paper del treball en la distribució de l'assistència social, sobretot de cara a les crítiques de la població, segons les quals una assistència social limitada en el temps era encara pitjor que cap. En veure a finals de 1934 que el fantasma de la depressió encara era present, Roosevelt va demanar a la seva administració que dissenyés un nou pla d'assistència social a través del treball. A la primavera de 1935, l'Emergency Relief Aproppiation Act va concedir 5.000 milions de dòlars al govern per implementar nous projectes. Així va néixer el 6 de maig la Works Progress Administration, que va prendre el relleu de la FERA, i va succeir amb èxit la Civil Works Administration, amb la qual cosa esdevingué una de les agències clau del New Deal.

### Dues novetats: llibertats sindicals i reconeixement del consumidor

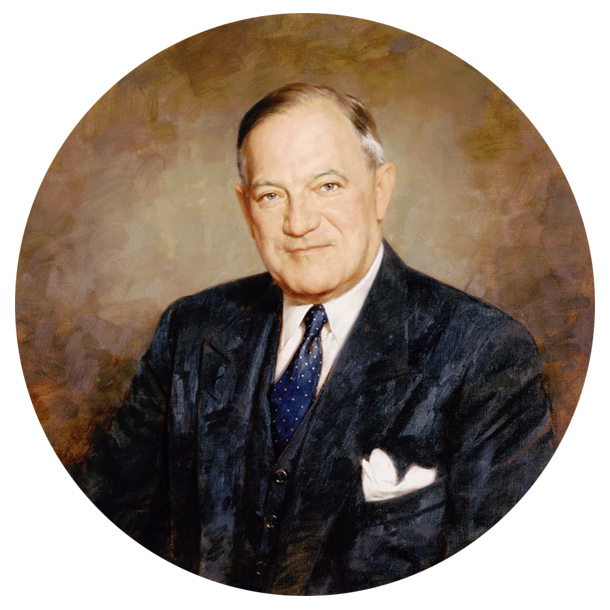
Robert F. Wagner fou un dels més importants defensors de les llibertats sindicals. Va donar el seu nom a la cèlebre Wagner Act, signada el juliol de 1935.

Els sindicats existien molt abans de 1935, i com que la majoria dels empresaris no els reconeixien, les vagues eren sovint violentes, ja que els vaguistes impedien per la força que els esquirols entressin a la fàbrica i els empresaris contractaven pinxos per protegir la fàbrica i dispersar els vaguistes. De vegades, s'utilitzava la policia contra els vaguistes, els governadors declaraven l'estat d'emergència i fins i tot es cridava l'exèrcit. Això va donar lloc a enfrontaments cada cop més greus, amb molts ferits i de vegades fins i tot morts. El 1934, dos membres del sindicat van ser assassinats en un d'aquests enfrontaments a San Francisco. Els sindicats locals van convocar llavors una vaga general en què van participar 130.000 treballadors. El president estava preocupat no només per la creixent radicalització de les lluites obreres, sinó també per la influència del Partit Comunista dels Estats Units dins del creixent moviment obrer. Amb el propòsit de regular els litigis, Roosevelt decidí de crear, el 1934, una nova entitat encarregada de vetllar pel compliment de les normes laborals, la National Labor Relations Board conseqüència de l'adopció de la National Labor Relations Act.
Des del 1934, líders sindicals de primer pla, com ara John Lewis, president de la United Mine Workers of America no vacil·laren a anunciar: « El president vol que us uniu a un sindicat » No obstant això, Roosevelt no volia ésser vist com un enemic dels empresaris, els quals havien de permetre la reconstrucció del país.
La declaració d'inconstitucionalitat, per part del Tribunal Suprem, de la National Industrial Recovery Act feia irrellevant la necessitat que els empresaris reconeguessin els sindicats de manera voluntària. Per aquest motiu, el senador Robert Wagner en particular va impulsar, doncs, el reconeixement legal dels sindicats.I així, el 6 de juliol de 1935, poc temps després de la declaració d'inconstitucionalitat de la NIRA, s'aprovava la Wagner Act, que reprenia part del text de la NIRA, alhora que aconseguia l'objectiu de l'administració Roosevelt d'equilibrar els poders entre els treballadors i llurs empresaris.La Wagner Act donava als treballadors el dret de formar sindicats i negociar col·lectivament salaris i condicions de treball. Des d'aleshores, els treballadors no poden ser acomiadats per afiliació sindical. També es va introduir un dret formal de vaga.

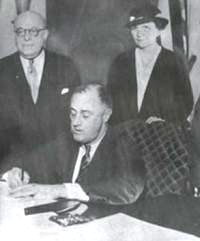
Franklin D. Roosevelt (centre) i la secretària de Treball Frances Perkins (dreta) signant la Wagner Act (1935)

A partir de llavors, Roosevelt va desitjar que els empleats s'afilessin a un sindicat. Ràpidament, els índexs de sindicació van augmentar: van passar del 9% el 1930 a més del 33% el 1940 a la indústria manufacturera, i del 51% el 1930 a més del 75% el 1940 a les indústries mineres. En altres sectors, les xifres foren semblants.
Les polítiques federals també van estudiar la situació del consumidor amb la creació d'un Consumers Advisory Board,encarregat de recollir les queixes dels consumidors contra els preus elevats. Ràpidament es va crear una «guia del consumidor» (Consumer's Guide) per establir un preu teòric dels béns de consum bàsics i per permetre als compradors informar les diferències de preu entre els preus teòrics i els preus aplicats en la realitat. El moviment dels consumidors va contribuir també en menor mesura a contrarestar la influència de l'empresariat.Rexford Tugwell va influir en l'adopció de normes sanitàries i en la lluita contra els productes perillosos.

### La qüestió de les jubilacions i les ajudes socials
La redistribució de la riquesa figurava entre les prioritats de Roosevelt. Tanmateix, no va utilitzar l'Estat com a mitjà principal per aconseguir aquesta redistribució. Paral·lelament, en països diferents dels Estats Units, que tenien una tradició més intervencionista, l'impost sobre les fortunes més grans era un dels mitjans més directes per compartir la riquesa. Però malgrat el caràcter directe de la intervenció, Roosevelt es va negar a utilitzar-la, a favor d'un impost creat per Hoover el 1932, que va afegir els impostos d'explotació de l'AAA pagats pels productors als impostos regressius sobre l'alcohol i altres béns que es considerava que conduïen a la luxúria o el vici. Malauradament, aquesta mesura es va convertir en una càrrega per als estatunidencs més pobres. Posteriorment, l'administració de Roosevelt va buscar una manera de redistribuir la riquesa sense passar per la política fiscal.
Al marge de la formació d'associacions de consumidors, el govern volia garantir a la població estatunidenca una certa independència, i els mitjans per protegir-se de les reduccions sobtades d'ingressos, ja fossin de curta durada per atur cíclic, o permanents, per discapacitat o vellesa. En un primer moment, Roosevelt va decidir crear una «Comissió de Seguretat Econòmica» (Committee on Economic Security) responsable d'esbossar plans per a la seguretat social. El CES preconitzava, en un informe enviat a Roosevelt,
un sistema de pensions pagat inicialment pels futurs jubilats, i després progressivament pels ingressos del Tresor dels Estats Units. Però Roosevelt s'oposava a aquest principi que, segons ell, només era una variant de la dole britànica. Per contra, Roosevelt desitjava un sistema que els empresaris i els empleats financessin mitjançant una deducció sobre llur salari i on l'Estat no hi intervingués. Però davant les nombroses crítiques que es van alçar contra el projecte, particularment a causa de la situació inestable de l'ocupació que feia il·lusòria una deducció estable sobre el conjunt de la massa salarial, Roosevelt i la seva administració van fer alguns canvis, inspirant-se en sistemes ja experimentats en altres 
països, amb la prioritat particular de cobrir un nombre més elevat d'estatunidencs.

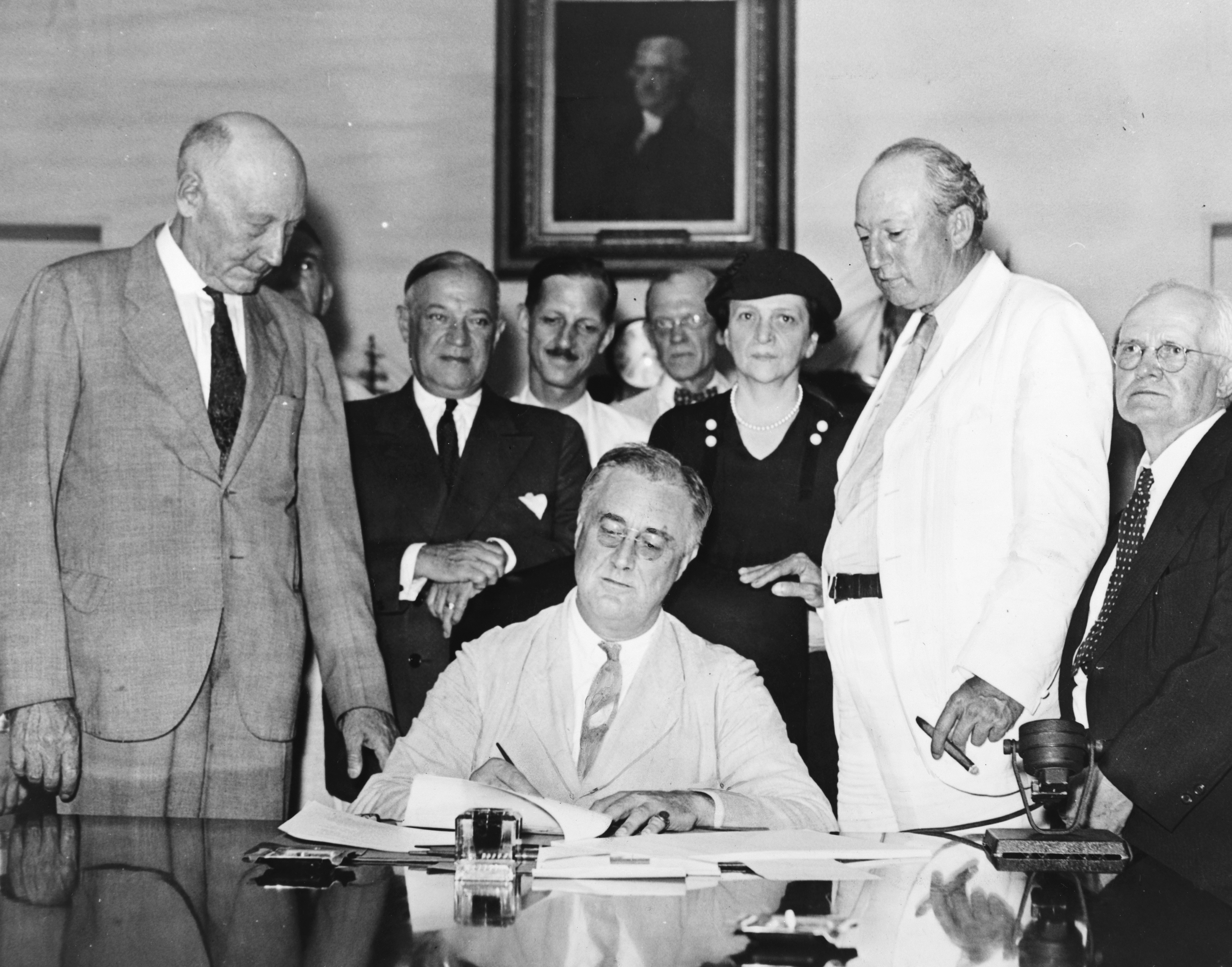
El president Roosevelt i els seus seus col·laboradors en la signatura de la Social Security Act, el 14 d'agost de 1935.

El text clau d'aquest període fou la Social Security Act aprovada el 14 d'agost de 1935.Establí un sistema de protecció social a nivell federal: jubilació per als majors de 65 anys, assegurança d'atur i diferents ajudes per a discapacitats; la malaltia i la invalidesa no quedaven cobertes. Els nens cecs i discapacitats rebien ajuts finançats amb subvencions federals concedides als estats.El New Deal va posar així les bases de l'estat del benestar (Welfare State en anglès). Progressivament, el sistema de Welfare State. Progressivament, el sistema va cobrir una part més àmplia de la població, particularment gràcies a les esmenes del 1939 i del 1950, però al principi, va quedar acantonat en els límits inicialment imposats per Roosevelt.
Als Estats Units, el sistema de les jubilacions per redistribució de la riquesa (en anglès Social Security) es va iniciar també durant el New Deal, amb la finalitat de protegir les persones d'edat avançada de la misèria. El 2005, aquest sistema donava més de la meitat de les seves rendes a dos terços dels jubilats del país.

### Política d'habitatge

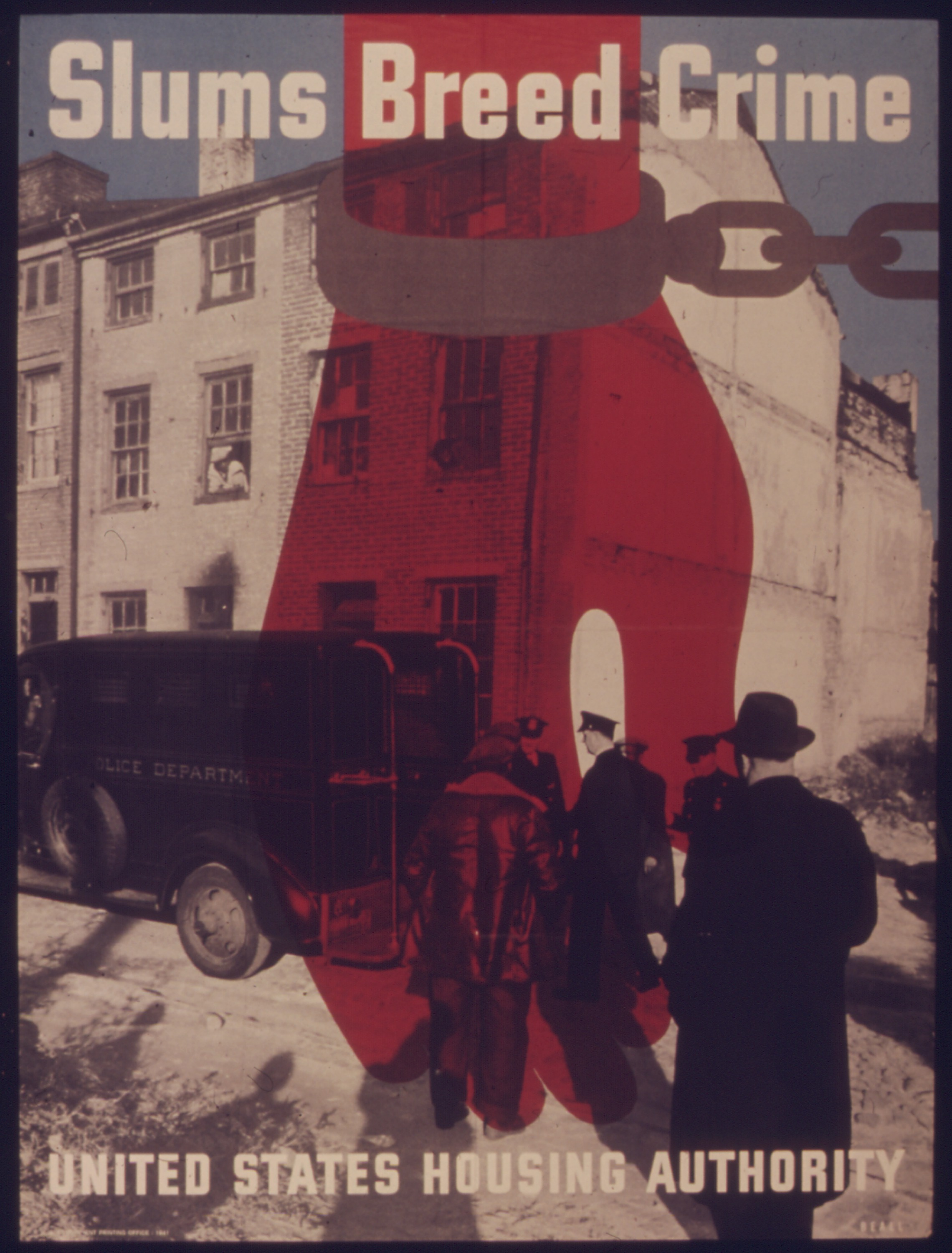
Pòster de la United States Housing Authority, anys 1940. S'hi pot llegir: "Els barris marginals generen delictes".

Pel que fa a la política d'habitatge, es va optar bàsicament per construir habitatge públic i fomentar la construcció d'habitatges. A diferència de la majoria dels països europeus, Roosevelt va posar èmfasi en la promoció de l'habitatge en propietat. La Federal Housing Administration (FHA) creada el 1934, assegurava els préstecs hipotecaris dels bancs en determinades circumstàncies. Abans del 1934, la situació era que els bancs només concedien préstecs amb garantia hipotecària a curt termini, entre 5 i 10 anys. En els casos en què es va poder sol·licitar amb èxit una garantia de la FHA, els bancs van concedir préstecs a menor interès amb terminis de fins a 30 anys. Posteriorment, el nombre de propietaris d'habitatges va augmentar del 4% al 66% de la població, cosa que també va estimular la indústria de la construcció. A causa dels estrictes criteris originals d'assignació, van ser principalment les famílies blanques de classe mitjana les que es van beneficiar del subsidi per a la compra d'habitatges. Aquesta política va ser criticada de vegades pel fet que el terç inferior de la població no es podia beneficiar de la subvenció per a la compra d'habitatges. A la dècada del 1990, sota les administracions dels presidents George H. W. Bush, Bill Clinton i George W. Bush, es va iniciar una pràctica d'assignació més generosa perquè les famílies més pobres també rebessin ajuda per comprar un habitatge. Tot i això, va resultar que aquests préstecs més arriscats van esdevenir morosos en gran manera.
En el marc del segon New Deal, el 1937 es va crear la United States Housing Authority, per eliminar els barris marginals mitjançant polítiques d'habitatge públic. No obstant això, la política es va limitar a ajudar els més pobres entre els pobres.

### Política de comerç exterior
Els Estats Units ja havien abandonat el principi de lliure comerç amb l'aranzel Fordney-McCumber de 1922 com a reacció a la recessió de 1920/21. Finalment, es va adoptar una forta política aranzelària protectora amb la Smoot-Hawley Tariff Act de 1930, aprovada sota la presidència de Hoover. Actualment hi ha un ampli consens entre els historiadors i els economistes que la Smoot-Hawley Tariff Act va agreujar la Gran Depressió.Des del punt de vista polític, va ser controvertida des del principi; a més de molts acadèmics destacats, Roosevelt també s'havia pronunciat en contra de la llei.A instàncies de Cordell Hull el 1934 es va aprovar la Reciprocal Trade Agreement Act. Amb la llei, l'administració Roosevelt va establir les primeres bases per a una política aranzelària basada en el principi del tractament de la nació més afavorida. Amb la conclusió d'acords comercials bilaterals, el comerç exterior estatunidenc es va liberalitzar de nou.

## Cap a la fi delNew Deal

### L'augment de les protestes
A partir de 1934, van sorgir les primeres crítiques. En primer lloc, contra Roosevelt, acusat d'una banda de donar proves de conservadorisme, particularment en matèria fiscal, malgrat la seva propensió cap a experimentar, i per altra banda, de voler trobar un contrapès en el poder als cercles de negocis i de l'empresariat. Roosevelt també fou criticat quan va prometre fer la guerra «Als prínceps privilegiats d'aquestes noves dinasties econòmiques» Així, fou acusat de trair «la seva classe», i tot i que sempre va defensar el capitalisme estatunidenc com a base de la recuperació, va obtenir només un suport parcial i limitat dels cercles de negocis entre els quals, però, ell mateix havia nascut.
Roosevelt també es va trobar des del 1934 confrontat a la « qüestió racial » atès que els demòcrates no podien prescindir del vot dels segregacionistes blancs dels estats del Sud en la perspectiva d'una reelecció. Tanmateix, alguns col·laboradors del New Deal es preocuparen alhora de la situació de les minories, amb el suport, entre d'altres, de la muller del president, Eleanor Roosevelt, que defensava els interessos d'associacions en defensa dels drets dels negres com l NAACP. Es va desenvolupar així una contestació als eEstats del Sud, que se sentien perjudicats, particularment a través de l’American Liberty League, creada amb l'objectiu d'«educar la gent en el valor d'animar la gent a treballar. »
El 1935, Roosevelt va haver de fer front a un altre opositor, el Tribunal Suprem, que invalidà diverses mesures, un fet que posà el govern en una situació difícil. Així, la NIRA fou condemnada per unanimitat pels nou jutges, que van considerar que els codis de competència lleial anaven en contra de les disposicions comercials de la Constitució El gener de 1936 va ser el torn de l'AAA de ser invalidada per haver creat un impost il·legal a favor dels pagesos. Malgrat aquestes dificultats,l'administració Roosevelt continuà aprovant lleis com la Wagner Act que compensava part de la NIRA. Roosevelt, testimoni d'una situació cada cop més tensa entre el Congrés i els estats que reclamaven més autoritat, va decidir no anunciar més les seves accions polítiques de manera pública.. Mentre els republicans feien campanya de suport al Congrés, Roosevelt va apel·lar, durant un discurs el 31 d'octubre al Madison Square Garden de Nova York als que li havien donat suport el 1932, i que continuaven donant-li suport. A les eleccions presidencials, la victòria de Roosevelt fou aclaparadora, ja que va aconseguir el vot de 46 dels 48 estats, amb una diferència d'11 milions de vots, contradient tots els sondejos i les previsions de la premsa. Això indicava un fort suport popular a la política del New Deal, la qual cosa es traduí també en una àmplia majoria demòcrata en ambdues cambres del Congrés. Gràcies a una reforma del Tribunal Suprem, Roosevelt va arribar a obtenir més suport, en reafirmar el Tribunal el seu suport a la Wagner Act i després a la Social Security Act.

### Les crítiques creixents de la premsa

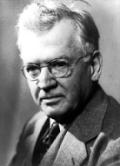
John T. Flynn criticà vivament l'administració Roosevelt i el seu New Deal en el seu llibre The Roosevelt Myth.

Els historiadors, tant d'esquerres com de dretes, generalment es mostren decebuts amb el segon mandat de Roosevelt. Molts periodistes, de diferents orígens polítics, es van posicionar en contra de les reformes del New Deal. Entre aquests autors, es poden esmentar primer els de la dreta, com John T. Flynn. De fet, el 1948, Flynn va escriure un llibre, The Roosevelt Myth (« El mite Roosevelt ») que relatava els mandats presidencials de Roosevelt, des de 1932 fins a la seva mort el 1945. Flynn va ser un ferm opositor del New Deal, el qual va arribar a qualificar el 1943 com «una forma degenerada de socialisme i una forma esbiaixada de capitalisme »D'altra banda, considerava que Roosevelt i la seva administració es beneficiaven d'una imatge heroica enganyosa que transmetien la premsa, la ràdio i la televisió. La seva obra, revisada el 1956, pretenia, doncs, segons les seves pròpies paraules, presentar Franklin Delano Roosevelt tal com fou realment de 1932 a 1945. Flynn denunciava així una tendència « dictatorial » i « socialista » de Roosevelt.
Per contra, altres periodistes van trobar el New Deal massa conservador. Així, en els anys 1960, la nova esquerra americana es va mostrar molt crítica amb les polítiques de Roosevelt: Barton J. Bernstein, el 1968, va enumerar les oportunitats perdudes i les solucions inadequades als problemes econòmics i socials dels anys trenta. Paul K. Conkin a The New Deal (1967) denuncià una política favorable als empresaris. Howard Zinn, en un assaig del 1966, va retreure al New Deal haver servit per preservar el capitalisme als Estats Units.
En un altre registre, els periodistes llibertaris Garet Garrett i Henry Hazlitt figuraven entre els principals crítics del New Deal. En efecte, Garrett, en línia amb el llibertarisme, considerava que tota persona era responsable de la seva pròpia existència, i que cap humà no podia esperar delegar la seva llibertat als altres, a través, per exemple, de sistemes de distribució de la riquesa limitats com el socialisme o el comunisme. Considerava així que, en intercanviar la seva autonomia i la seva responsabilitat en els programes socialistes, els estatunidencs renunciaven a llur dret inalienable a la llibertat.Per aquest motiu, publicà de 1933 a 1940 a les columnes de The Saturday Evening Post, aque posaven en dubte les opcions polítiques escollides pel president. Tots aquests articles foren aplegats posteriorment en un recull titulat Salvos against the New Deal: Selections from the Saturday Evening Post: 1933-1940.

### 1937: una nova recessió
Malgrat la reforma del Tribunal Suprem, els demòcrates es van dividir en el transcurs de 1937, mentre el país coneixia la seva primera recessió des del punt baix de 1932, cosa que posà en perill la credibilitat de New Deal.
Diverses posicions es confrontaren llavors: els cercles de negocis acusaren l'administració Roosevelt d'impedir-los fer inversions productives i penalitzar les activitats econòmiques amb les taxes de la seguretat social, efectives a partir del 1937. Per contra, els partidaris del New Deal denunciaren una « vaga del capital» duta a terme pel món empresarial per desacreditar el New Deal, i també atacaren Roosevelt, que pel seu conservadorisme fiscal, va prendre la decisió de reduir determinades despeses en obres públiques, per equilibrar el pressupost, un fet que provocà un repunt de l'atur.
En una carta privada adreçada al president l'1 de febrer de 1938, és a dir, dos anys després de l'aparició de la Teoria general de l'ocupació, l'interès i el diner, John Maynard Keynes suggerí a Roosevelt considerar totes les crítiques que havia rebut com a vàlides. Keynes va explicar així que la disminució de la despesa pública representava un error, i que calia estimular les empreses del sector privat per tal de facilitar-ne la recuperació. D'acord amb aquests principis, Roosevelt va reclamar doncs una recuperació de la despesa pública des del segon trimestre del 1938. Amb aquesta finalitat, es va desblocar un fons de tres mil milions de dòlars. Però Roosevelt havia sortit debilitat per la recessió i el litigi amb el Tribunal Suprem. L'última gran llei del New Deal, la Fair Labor Standards Act, que instituïa un salari mínim de 25 centaus l'hora i un límit de 44 hores a la jornada setmanal, a més de prohibir el treball infantil per part dels menors de 16 anys, fou votada aquell mateix any. Després, no es va ratificar cap altra llei important al Congrés, i el New Deal va deixar pas a poc a poc a un altre objectiu: la guerra.

### Les noves prioritats de Roosevelt

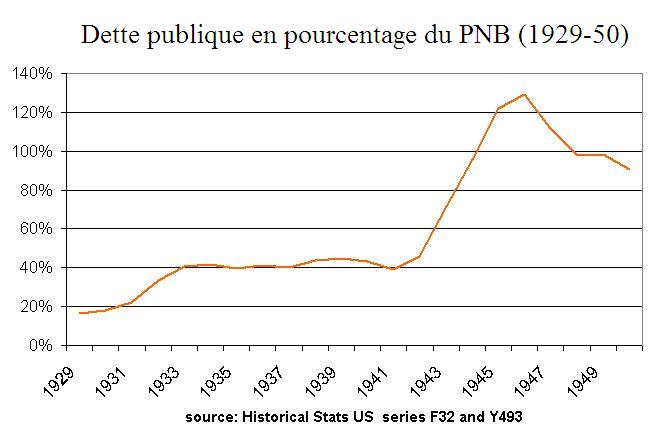
L'evolució del deute públic revela el pas a una economia de guerra a partir del 1941 i de manera més pronunciada des del 1943. Durant el període del New Deal (1933-1938), el deute s'havia mantingut estable.

El novembre de 1938, és a dir uns mesos després de la signatura de la Fair Labor Standards Act, Roosevelt 
va explicar, en una reunió privada amb el seu secretari del Tresor Henry Morgenthau, que la guerra que s'apropava a Europa podia ser beneficiosa per als Estats Units en general i per als demòcrates políticament parlant. Alhora, Roosevelt va començar a plantejar-se maneres de construir el poder militar estatunidenc, amb l'objectiu de dissuadir altres països, mentre evitava haver de negociar amb Hitler.Malgrat les difícils eleccions per al seu partit, Roosevelt va ser reelegit per a un tercer mandat el 1940, i va declarar a la premsa que ja no li agradava el terme de New Deal, ni el seu malnom de « Doctor New Deal », atès que encara que hagués solucionat els nombrosos mals del seu país, els Estats Units havien d'enfrontar-se a nous riscos. Declarà així que el seu company, el « Doctor Guanya-La-Guerra » anava a prendre el relleu.
La fi del New Deal es feu palesa en l'evolució de les despeses pressupostàries, que reflectiren clarament la transició cap a una economia de guerra. El 1943, el Civilian Conservation Corps, la Work Projects Administration i d'altres agències del New Deal foren suprimides.Al mateix temps, la partida de defensa i despeses militars del pressupost va passar del 8 % el 1938 al 40 % el 1943. Finalment, es va haver d'esperar fins al 1943 perquè la desocupació caigués a nivells inferiors als del 1929, en un moment en què el New Deal ja no era la prioritat.
Tanmateix, les idees del New Deal no van desaparèixer completament amb la Segona Guerra Mundial, i des de 1944 Roosevelt va reafirmar que la llibertat individual no podia existir sense una certa seguretat econòmica. Fins i tot va concebre una segona Bill of Rights que garantia noves bases de prosperitat i seguretat per a tothom, fos quina fos la seva condició, raça o creences. Entre aquests drets, que incloïen la seguretat davant els capricis de la situació econòmica, el dret a l'ocupació, els preus correctes dels productes agrícoles, o fins i tot el dret a un salari digne, la majoria eren prioritats del New Deal.

## Balanç delNew Deal
No hi ha proves que el New Deal tingués cap efecte en la lluita contra la crisi, que va durar fins que els Estats Units van mobilitzar la seva economia per a la Segona Guerra Mundial. D'altra banda, el seu èxit és innegable en l'àmbit social. La política seguida pel president Franklin Roosevelt va canviar el país amb reformes i no amb una revolució. D'altra banda, els programes del New Deal eren obertament experimentals, clarament perfectibles, i donats els costos d'aquest procés, podria haver-se preferit un programa de canvi més complet, però, el caràcter imperfecte del New Deal va permetre una crítica constructiva i una reflexió posterior que va obrir el camí per a una millora de la democràcia estatunidenca en els anys següents i que continua avui. En matèria sindical, l'aprovació de la Wagner Act va permetre convertir els sindicats en grups poderosos.

### Èxit polític i social

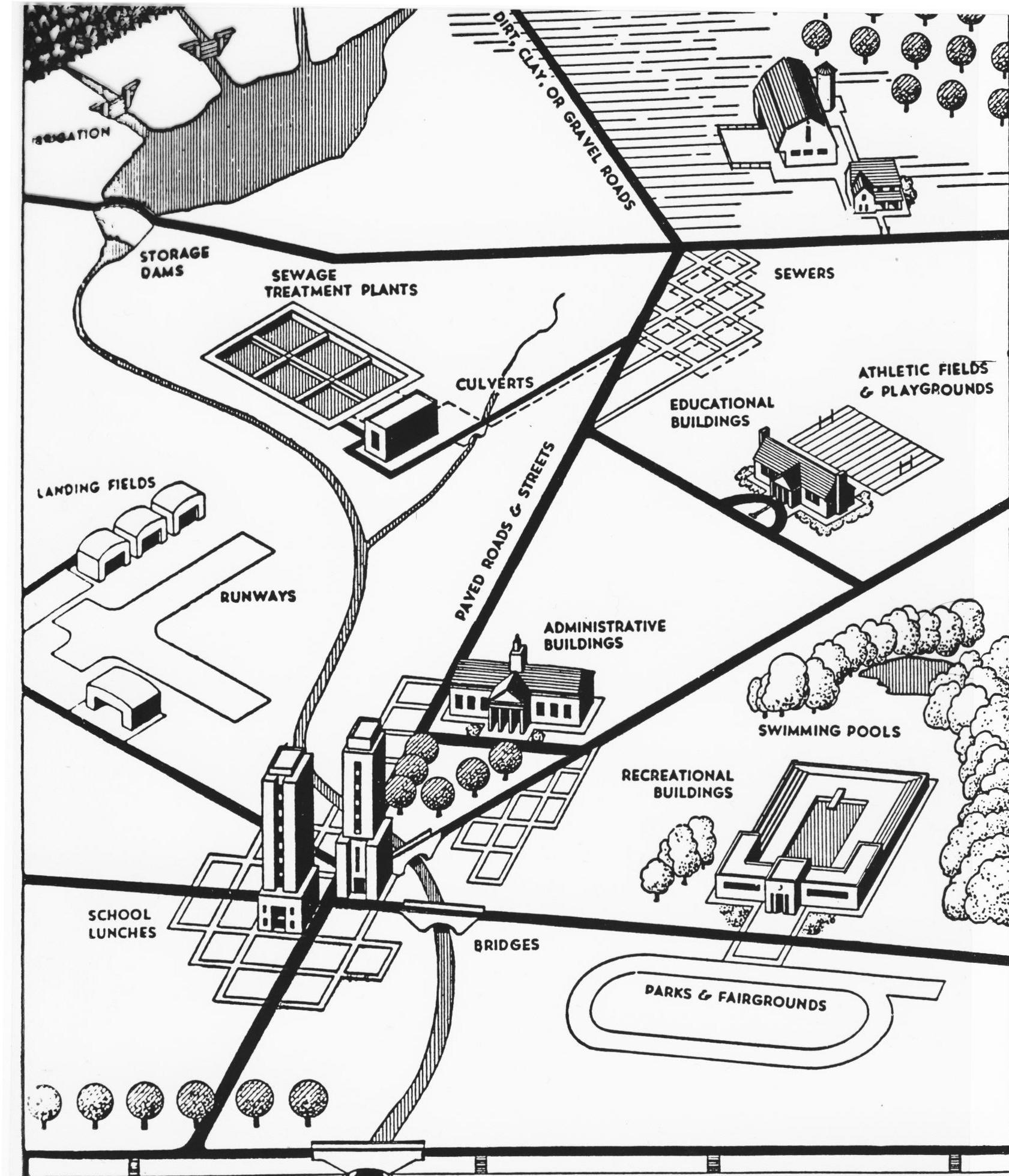
Cartell de 1940 que mostra els projectes de la Works Projects Administration. S'hi poden veure clavegueres, piscines, edificis administratius, aeroports, metros i fins i tot escoles. Fou una de les agències més efectives del programa.

En l'àmbit polític, el poder executiu i el gabinet presidencial van reforçar la seva influència, sense tanmateix inclinar el país a la dictadura. Roosevelt va poder establir un vincle directe amb el poble, a través de les nombroses conferències de premsa que va fer, però també mitjançant l'ús de la ràdio en les seves famoses fireside chats, i els seus nombrosos viatges. El New Deal va permetre una democratització de la cultura així com la reconciliació dels artistes amb la societat i el seu esperit va impregnar el país: el cinema i la literatura es van interessar més pels pobres i pels problemes socials. La Works Projects Administration (1935) va aconseguir engegar de nombrosos projectes en el camp de les arts i la literatura, en particular amb els cinc programes del famós Federal One, a favor dels artistes. La WPA va permetre així la creació de 1.566 noves pintures, 17.744 escultures, 108.099 pintures a l'oli i el desenvolupament de l'educació artística. Però fins i tot en aquest àmbit, el balanç s'ha de matisar: si bé els artistes estatunidencs van rebre el suport de fons públics i van adquirir un reconeixement nacional,aquesta política cultural es va veure interrompuda per la Segona Guerra Mundial i per la posterior mort de Roosevelt. Des del punt de vista de les agències del New Deal, també es pot esmentar la Public Works Administration, que va gastar 13 000 milions de dòlars el 1942, i va donar feina a 3,5 milions d'aturats el 1938.Quant a les obres públiques realitzades, es poden citar 285 aeroports, 1 milió de quilòmetres de carreteres, 77 000 ponts i 122 000 edificis públics al període de set anys.

### Fracàs relatiu en matèria econòmica

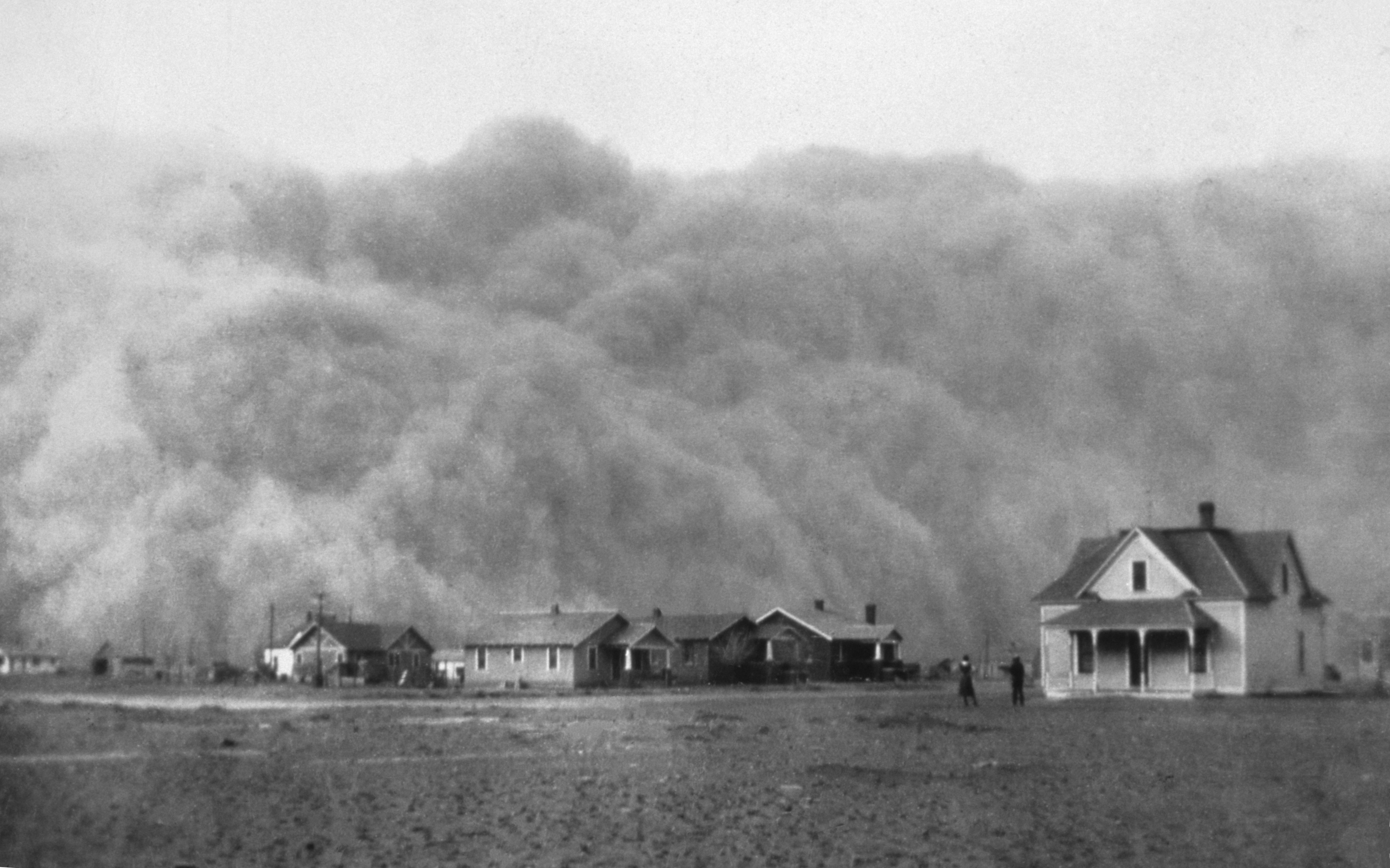
El Dust Bowl és un dels casos més coneguts de la difícil situació dels agricultors estatunidencs durant els anys 1930. L'agreujament de les condicions d'aquests va constituir un dels principals fracassos del New Deal.

Econòmicament, la situació era millor al començament de la Segona Guerra Mundial que al 1933 : la producció industrial tornava al nivell de 1929. Prenent com a base 100 la situació de 1929, el PNB en preus constants era de 103 el 1939, «96» si es té en compte el PNB/hab. No obstant això, l'atur era encara massiu : el 17 % de la població activa estatunidenca estava a l'atur l'any 1939 és a dir, 9,5 milions de persones.No obstant això, rebien un subsidi per desocupació, cosa que representa una novetat en relació amb la situació precedent al New Deal. Finalment, cal destacar que la població activa va augmentar en 3,7 milions de persones entre 1933 i 1939. El New Deal inaugurà a més un període d'intervencionisme estatal en molts sectors de l'economia estatunidenca : per bé que no hi va haver nacionalitzacions com a la França del Front Popular, les agències federals van ampliar llurs seves activitats, i van donar feina a més funcionaris eixits de la universitat.Les mesures del New Deal establiren així les bases de la futura superpotència estatunidenca.
Malgrat tot, el New Deal no va aconseguir recuperar la prosperitat dels anys vint, i el 1941 sis milions d'americans encara esperaven una feina.La plena ocupació no es va recuperar fins que els Estats Units no van entrar a la guerra. Aquest fet va generar un gran estímul perquè la indústria pesant estatunidenca, una de les més àmplies i diversificades del món, es llancés a participar de l'esforç propi de l'economia de guerra; el reclutament de tropes i la demanda d'obrers a les fàbriques van causar una dinamització de l'economia que paulatinament va reduir el nombre de desocupats.
Des del punt de vista de la inversió, els resultats també van ser contradictoris: l'oposició del món empresarial a l'acció de Roosevelt va provocar una caiguda de la inversió privada, que el sector públic no va poder compensar. Malgrat tot, les mesures de Roosevelt van permetre de sostenir la demanda mundial, en frenar la seva caiguda. La recessió de 1937 també va jugar contra Roosevelt, i es traduí especialment en una caiguda del 50% del valor de les accions, i en un augment de l'atur que va afectar 11 milions d'americans aquell mateix any.
Pel que fa a l'agricultura, Roosevelt no va arribar a oferir una paritat entre els preus agrícoles i industrials, principalment a causa de la reticència del Congrés a concedir crèdits el 1938 per frenar la caiguda dels preus agrícoles.En un context d'un nou increment de la producció, els preus dels productes agrícoles van disminuir de nou, causant greus pèrdues de diners entre els petits camperols.El problema de l'empobriment agrari, per tant, va empitjorar encara més, com mostra John Steinbeck a la seva novel·la El raïm de la ira.
Finalment, pel que fa al comerç, els resultats van ser notablement inferiors als registrats abans de la crisi.La situació de l'equilibri dels comptes es va degradar progressivament, i la balança comercial va poder recobrar l'equilibri només gràcies a una contracció neta de les importacions, que van passar de 4400 milions de dòlars el 1929 a 2100 milions el 1939.Malgrat tot, els Estats Units van augmentar la compra d'or, de tal manera que posseïen el 70% de les existències d'or mundials el 1939.

### Herència política i social delNew Deal

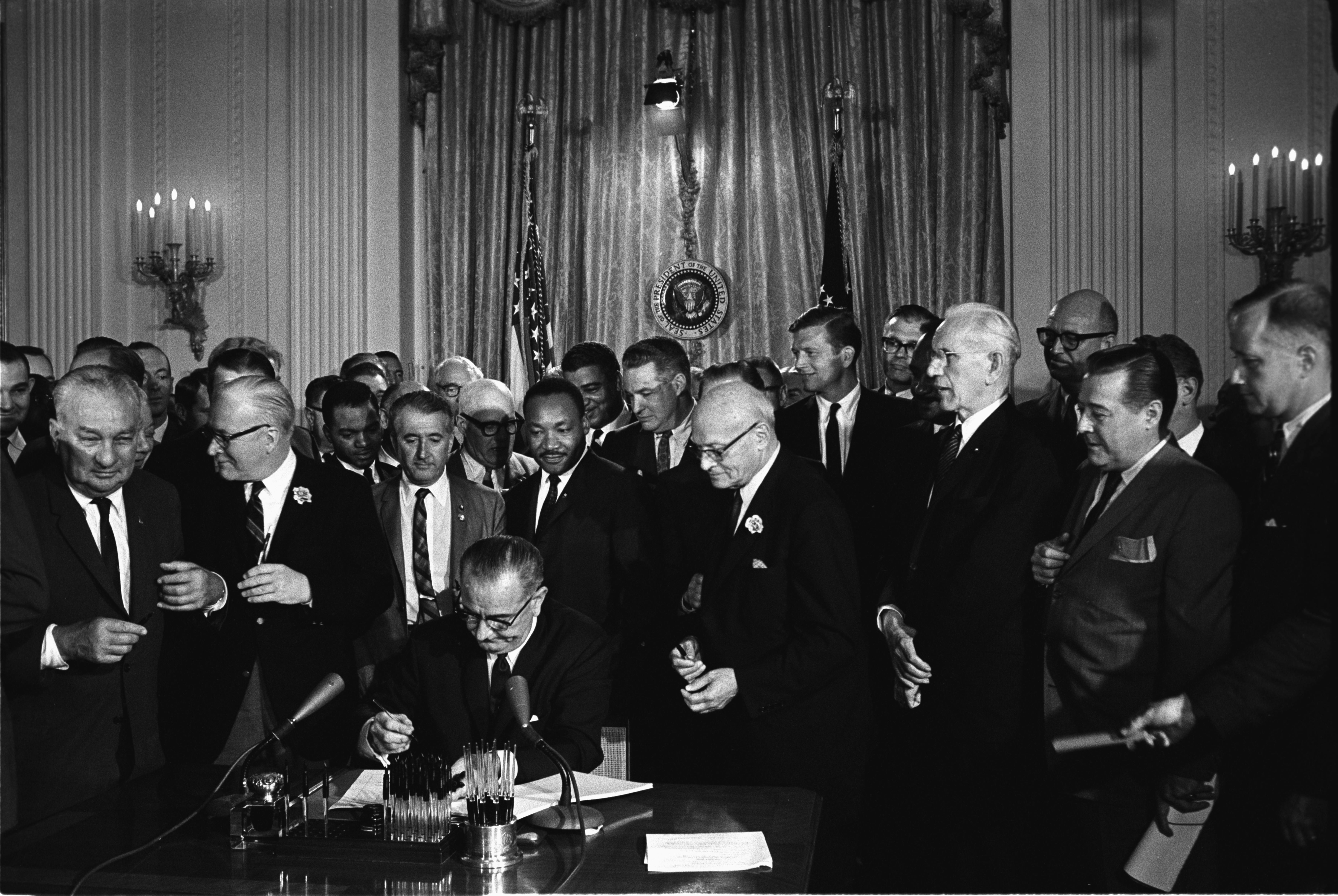
Lyndon Johnson durant la signatura de la Civil Rights Act en 1964. Es va inspirar molt en Roosevelt i el seu New Deal.

Des del punt de vista polític, el New Deal va deixar una forta empremta, en crear un ampli ventall d'agències governamentals, protegir diversos col·lectius de ciutadans (obrers, pagesos entre d'altres) que havien patit la crisi, i permetre'ls de fer contrapès al poder dels empresaris i del món dels negocis. L'administració Roosevelt va generar així nombroses idees polítiques, conegudes per les generacions següents sota el nom de «Reforma liberal del New Deal ».que va romandre com font d'admiració i crítiques per a les generacions posteriors, i que va ajudar a donar forma a la gran onada de reformes liberals que va seguir, amb la Great Society de Lyndon B. Johnson a la segona meitat dels anys seixanta. Seguint el model del seu mentor, Franklin D. Roosevelt, Johnson va intentar, efectivament, estendre el programa del New Deal més enllà de la mera seguretat econòmica, tenint en compte els drets civils, l'educació, l'habitatge i el sistema de cobertura mèdica,és a dir els temes ja abordats per Roosevelt a la seva Bill of Rights.
Pel que fa als drets civils, les ordres executives, com ara el Fair Employment Practice Committee,adoptat el 25 de juny de 1941 per Roosevelt, i que prohibia la discriminació la discriminació laboral contra els afroamericans, les dones i les minories, fou un pas endavant que va aportar millors llocs de treball i salaris a milions de persones que pertanyien a minories. En conjunt, el New Deal corresponia, doncs, a una fase de reconeixement de les poblacions minoritàries, deu anys abans de l'inici del moviment pels drets civils. La influència d'Eleanor Roosevelt, considerada la primera dona d'un president que va recuperar el paper actiu de la primera dama, especialment amb organitzacions com la NAACP, va ser doncs crucial a partir de 1933. Tanmateix, aquesta observació s'ha de posar en perspectiva, perquè el New Deal no va ser el detonant del moviment pels drets civils. En efecte, la majoria de les principals associacions per a la defensa de les minories com la NAACP o la Universal Negro Improvement Association and African Communities League van ser creades al començament del segle XX. D'altra banda, el fet que una proporció creixent d' afroamericans tingués una feina a finals dels anys trenta també es deu al fet que l'economia de guerra implicava incorporar el màxim de gent possible.

## Controvèrsies al voltant delNew Deal

### ElNew Deali el keynesianisme
Tot i que la noció d'estat del benestar ja apareixia al New Deal, la influència de Keynes sobre aquest és gairebé inexistent. De fet, la Teoria general de l'ocupació, l'interès i el diner no va ser publicada fins al 1936, és a dir, prop de tres anys després de l'inici del New Deal. D'altra banda, al final d'una entrevista entre Roosevelt i Keynes, el primer hauria declarat no haver entès res de les declaracions fetes per Keynes. Finalment, els autors estatunidencs van conduir des de finals dels anys vint la seva pròpia investigació. Foster i Catchings, per exemple, a llurs obres Business Without a Buyer (1927) i sobretat The Road to Plenty (1928), van destacar la importància del consum i van desafiar la llei de Say, que estableix que l'oferta crea la seva pròpia demanda. Marriner Eccles, president de la Federal Reserve Bank (la Fed) de 1934 a 1948, fou per a Arthur Schlesinger, el més destacat dels deixebles de Foster. No obstant això, el segon New Deal, les mesures del qual van ser desenvolupades per l'anomenada escola conjunturista (Alvin Hansen i Foster en particular), estigué fortament influenciat pels treballs de Keynes, particularment pel principi del pump priming («encebament de la bomba»), indispensable per a la recuperació econòmica i per al suport de la demanda global.
En canvi, Keynes va contribuir a la creació del sistema monetari internacional, en acabar la Segona Guerra Mundial, i en resposta als Acords de Bretton Woods. De fet, a mesura que el programa nacional i ambiciós del New Deal va començar a esgotar-se, Roosevelt es va adonar de la importància de la política exterior i es convencé, particularment a partir de les teories del seu secretari d'Estat Cordell Hull i Keynes, que el comerç sense obstacles podria comportar pau i prosperitat. No obstant això, l'endemà de la signatura dels acords, el pla de Keynes no va ser l'elegit, sinó el del seu homòleg estatunidenc Harry White, ja que proposava, com el model de la seguretat social del New Deal, la creació d'un fons al qual cada país aportaria la seva contribució. Fou així com es van posar les bases del Fons Monetari Internacional (FMI) i del Banc Internacional per a la Reconstrucció i el Desenvolupament (BIRD).
Aquestes dues institucions s'inspiraven doncs en agències del New Deal, d'una banda pel seu caràcter experimental, i de l'altra per la seva incapacitat d'adaptar-se a les necessitats de l'economia, en estendre llurs prerrogatives. Així, la incapacitat de l'FMI per proporcionar fons per frenar l'auge del comunisme va portar, per exemple, al desenvolupament del Pla Marshall.

### Visió neoliberal clàssica

#### Milton Friedman i l'Escola de Chicago
Milton Friedman, cap de files de l'escola de Chicago, fou en el seu moment favorable al New Deal. Mentre va ser portaveu del Tresor, va defensar una política keynesiana. Per contra, el 1962, en la seva obra Capitalisme i llibertat, va fer una defensa del capitalisme, i a una crítica del New Deal i de l'estat del benestar. Ell i Anna Schwartz, criticaren llavors el New Deal tot explicant que « el remei havia estat gairebé pitjor que la malaltia » Per a Friedman, de fet, la Gran Depressió derivada principalment d'una mala gestió de la moneda, l'oferta de la qual hauria hagut de ser augmentada i no reduïda. En la seva Història monetària dels Estats Units publicada el 1963, va desenvolupar aquesta tesi tot explicant aquella greu crisi econòmica per les polítiques de contracció monetària dutes a terme,Així, Friedman va explicar que: « La FED fou en gran part responsable de la magnitud de la crisi de 1929. En lloc d'utilitzar el seu poder per compensar la crisi, va reduir la massa monetària en un terç entre 1929 i 1933... Lluny de ser un fracàs. del sistema de lliure empresa, la crisi va ser un tràgic fracàs de l'Estat. » Friedman denunciava així el nefast paper de la intervenció de l'Estat en l'economia, i en particular en la política monetària, duta a terme, segons la seva opinió, al New Deal.

#### Friedrich Hayek i l'Escola austríaca
Friedrich Hayek, conegut pel seu liberalisme en la línia de l'Escola austríaca d'economia, va criticar vivament l'intervencionisme estatal, i va rebutjar la intervenció econòmica a les economies capitalistes. Hayek també va criticar el keynesianisme, en considerar que John Maynard Keynes no posseïa més que coneixements limitats en teoria econòmica.Palesava així que les polítiques keynesianes d'estímul econòmic, basades en l'ús del pressupost públic, van conduir finalment a la inflació, l'estancament econòmic i l'atur.
Però més enllà d'aquestes crítiques generals, el que específicament més molestava Hayek era que els principals consellers de Roosevelt haguessin estat classificats entre els liberals (avui més aviat es consideren socioliberals). Hayek no estava d'acord ambJohn Dewey, un de llurs principals inspiradors, ni sobre la concepció de la llibertat, ni en el vincle entre llibertat i restricció ni en allò que anomena el seu «pragmatisme constructivista». De la mateixa manera, tenint això en compte, Friedrich Hayek critica les quatre llibertats de Franklin Delano Roosevelt en el seu llibre Dret, legislació i llibertat.